# Weißer Sonntag

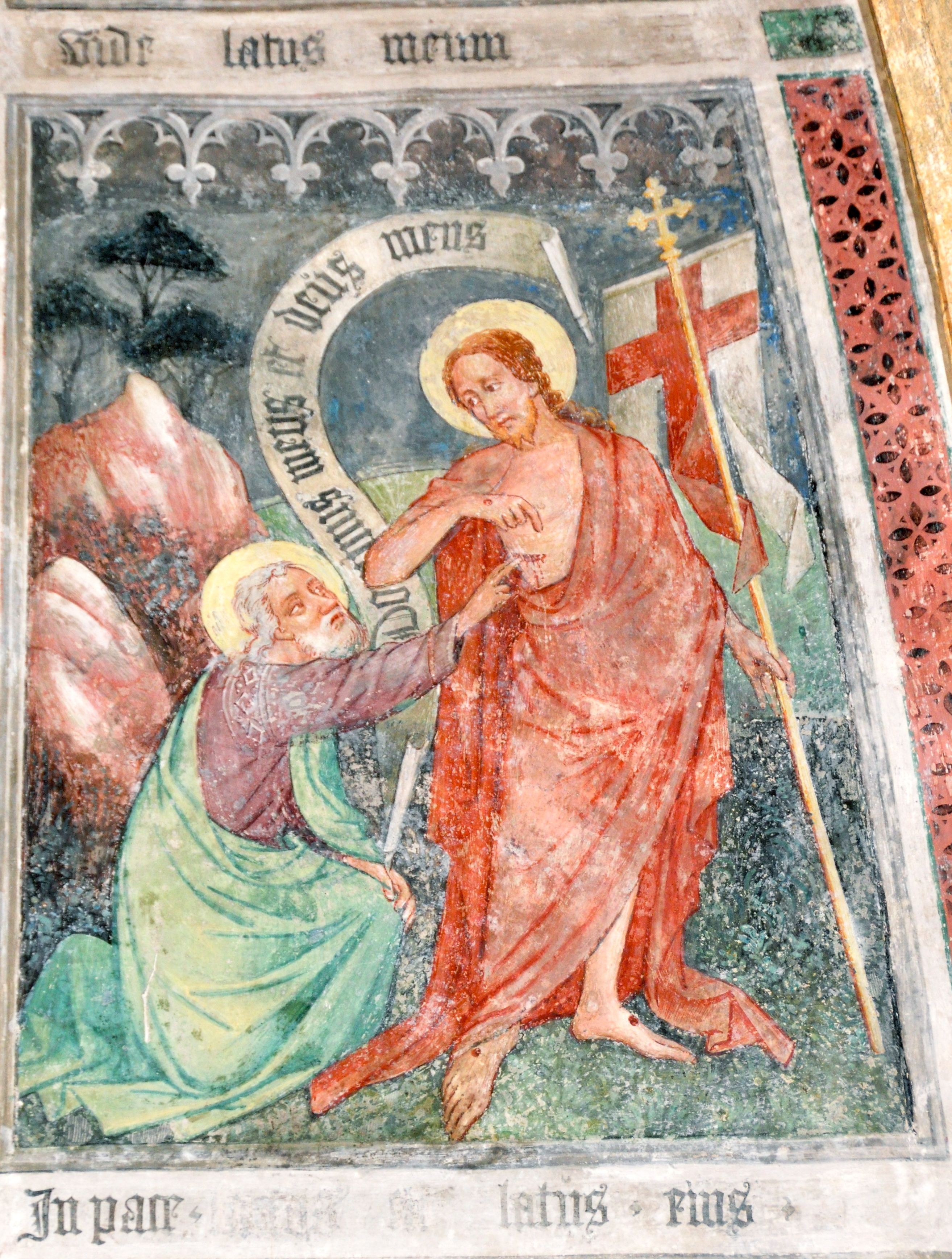
als Tagesevangelium im katholischen und evangelischen Gottesdienst: Jesus und Thomas am achten Tag nach der Auferstehung (um 1527; Fresko von Thomas von Villach, Pfarrkirche Thörl-Maglern)

Der Weiße Sonntag (lateinisch Dominica in albis ‚Sonntag in weißen [Gewändern]‘), seit 2000 auch als Sonntag der Göttlichen Barmherzigkeit (lat. Dominica de Divina Misericordia) begangen, ist der Sonntag nach Ostern und somit der zweite Sonntag der Osterzeit. Mit dem Weißen Sonntag endet die Osteroktav, jene acht Tage vom Ostersonntag an, die nach der katholischen Liturgie alle als Hochfest und mit Gloria in der Messe und Te Deum im Stundengebet begangen werden. Der Termin ist vom Osterdatum abhängig und daher variabel; der früheste Termin des Weißen Sonntags ist der 29. März, der späteste Termin ist der 2. Mai.

## Bezeichnung
Der Ursprung der Bezeichnung Weißer Sonntag ist nicht gewiss. Wahrscheinlich hängt er mit den weißen Taufgewändern zusammen, die in der frühen Kirche von den in der Osternacht Getauften bei den Gottesdiensten in den Tagen nach Ostern getragen wurden. Sie legten diese Gewänder am letzten Tag der Osteroktav ab, der daher Dies Dominica post alba „Sonntag nach den weißen Gewändern“ genannt wurde; zeitweise erfolgte das Ablegen bereits am Samstag nach Ostern (Sabbatum in albis). Im Missale Romanum von 1970 heißt der Sonntag Dominica secunda paschae „Zweiter Sonntag der Osterzeit“, jedoch ist im deutschen Sprachraum die Bezeichnung Weißer Sonntag wegen ihrer Verwurzelung in der Volksfrömmigkeit, u. a. als traditioneller Tag der Erstkommunion, weiter geläufig.
Im Mittelalter wurde der Sonntag Invocabit, der erste Sonntag in der Fastenzeit, als „weißer Sonntag“ bezeichnet, weil in Rom die Taufbewerber, die in der Osternacht die Taufe empfangen wollten, an diesem Sonntag erstmals in weißen Taufkleidern in die Kirche zogen und am Gottesdienst teilnahmen. Erst ab dem 16. Jahrhundert wird der weiße Sonntag am Oktavtag von Ostern begangen.

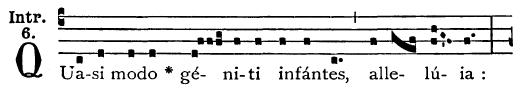
Gregorianischer Introitus Quasimodo

In der evangelischen Liturgie wird der Sonntag nach den ersten Worten des Introitus Quasi modo geniti infantes „Wie neugeborene Kinder“ als Quasimodogeniti (Wie die Neugeborenen) bezeichnet; der Introitus nimmt das Motiv der Wiedergeburt des Christen durch die Taufe auf.

## Leseordnung
In der katholischen Leseordnung ist als Evangelium in allen drei Lesejahren Joh 20,19–29  vorgesehen. Dort werden die Erscheinungen Jesu vor seinen Aposteln und insbesondere dem Apostel Thomas berichtet, die am ersten und achten Tag nach Jesu Auferstehung stattfanden. Die ersten Lesungen Apg 2,42–47  (Lesejahr A), Apg 4,32–35  (Lesejahr B) und Apg 5,12–16  (Lesejahr C) berichten vom Leben in der Urgemeinde. Die zweiten Lesungen 1 Petr 1,3–9  (A), 1 Joh 5,1–6  (B) und Offb 1,9–11a.12f.17–19  (C) betonen die Hoffnung, die in der Überwindung des Todes durch Christus für die Gläubigen liegt. Das Tagesgebet beginnt mit Deus misericordiae sempiternae.
Nach der evangelischen Perikopenordnung betont die alttestamentliche Lesung des Sonntags Quasimodogeniti (Jes 40,26–31 ) die Hoffnung, die Gott schenkt. Die Epistel (1 Petr 1,3–9 ) und das Sonntagsevangelium (Joh 20,19–29 ) sind dieselben wie in der katholischen Liturgie; auch hier geht es um die Sendung und die Absolutionsvollmacht der Jünger infolge der Begabung mit dem Heiligen Geist sowie die Überwindung der Glaubenszweifel des Jüngers Thomas.

## Tag der Erstkommunion

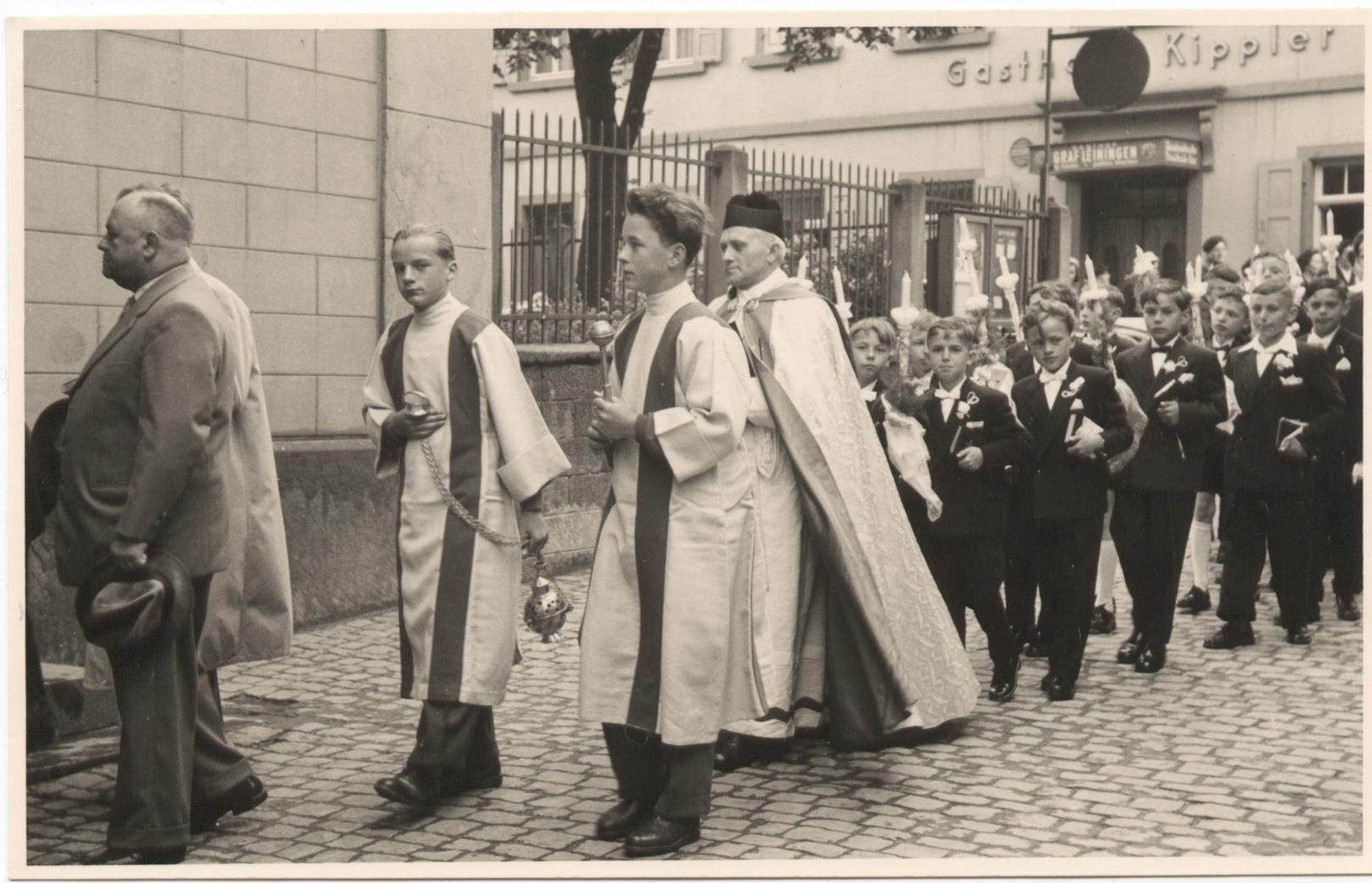
Traditioneller Tag der Erstkommunion: Weißer Sonntag 1957 in Grünstadt, Einzug der Erstkommunikanten in die Kirche

In der katholischen Kirche ist der Weiße Sonntag traditionell der Tag für die gemeinsame feierliche Erstkommunion der Kinder. Die Praxis kam nach dem Konzil von Trient ab dem 17. Jahrhundert auf, nachdem in früheren Jahrhunderten die Kommunion bereits zusammen mit der Taufe erstmals empfangen wurde, wie es heute bei der Taufe von Jugendlichen und Erwachsenen üblich ist. Ab dem 19. Jahrhundert wurde der Termin für die ganze katholische Kirche verbindlich, seit dem Zweiten Vatikanischen Konzil sind auch andere Termine in der Osterzeit möglich.

## Barmherzigkeitssonntag

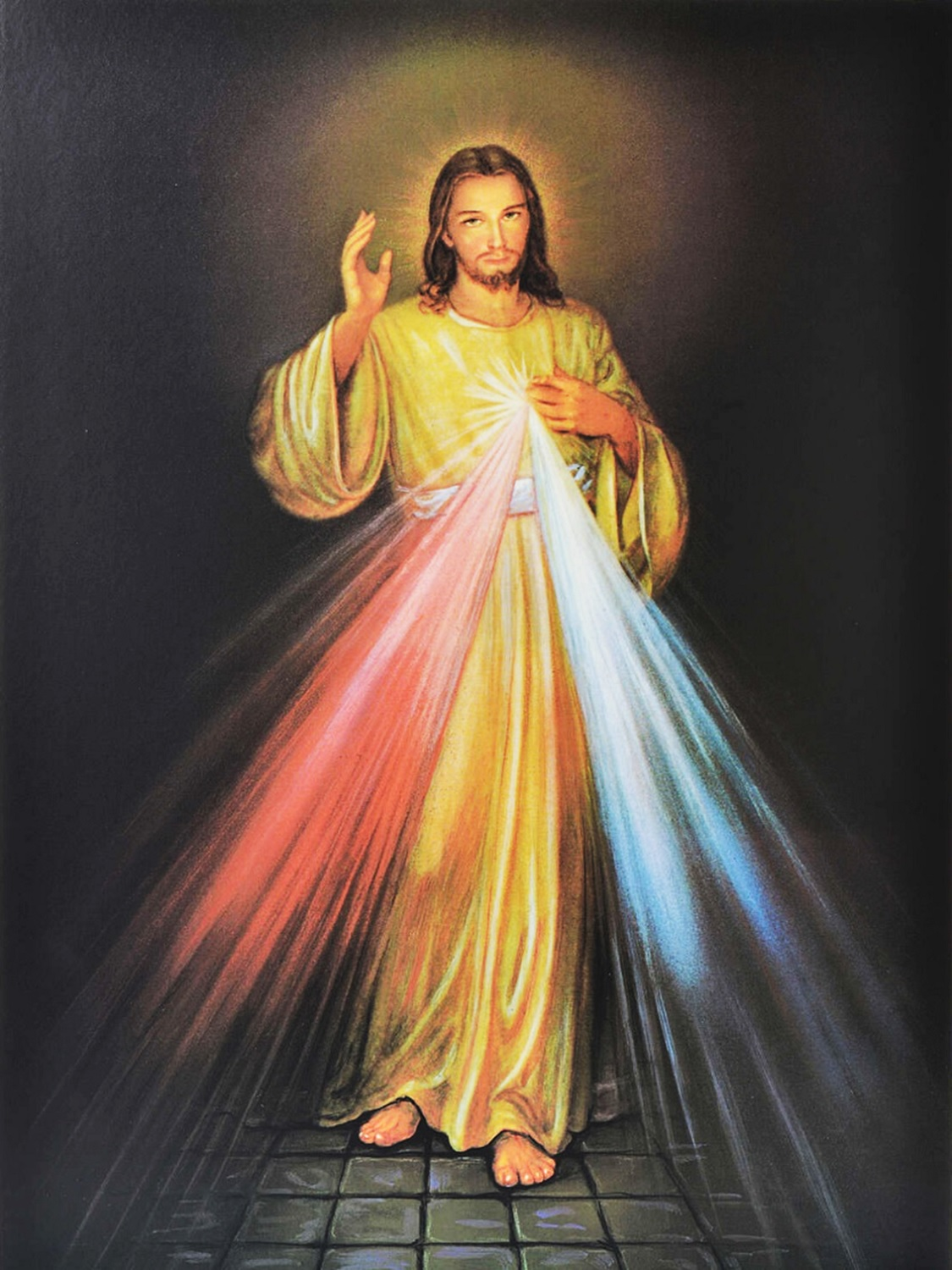
Barmherziger Jesus nach Schwester Faustyna

Am 30. April 2000 legte Papst Johannes Paul II. fest, dass der Sonntag nach Ostern in der ganzen römisch-katholischen Kirche als Barmherzigkeitssonntag (auch Sonntag zur göttlichen Barmherzigkeit, Fest der Barmherzigkeit Gottes) begangen werden solle. Mit der Einführung dieses Themensonntags oder Ideenfestes erfüllte er einen Wunsch der Ordensfrau Maria Faustyna Kowalska, die er an diesem Tage heiligsprach. Schwester Faustyna berief sich dabei auf Visionen, in denen ihr Jesus Christus sein Verlangen mitgeteilt habe, ein solches Fest zu begehen. In Verbindung mit der Beichte und der Kommunion kann an diesem Tag ein vollkommener Ablass gewonnen werden.
Der emeritierte Papst Benedikt XVI., der zur Zeit der Einsetzung des Festes als Joseph Ratzinger Präfekt der Glaubenskongregation war, berichtete in einem Brief im Mai 2020, es habe um die Frage des Termins für das Fest einen Dissens zwischen Johannes Paul II. und der Glaubenskongregation gegeben; die Kongregation habe den Termin zweimal abgelehnt, damit der traditionsreiche Tag der Osteroktav nicht mit einer neuen Botschaft überlagert werde. Schließlich habe es aber eine Einigung gegeben, beide Anlässe miteinander zu verbinden.

## Termin
Der Weiße Sonntag in den Jahren von 2018 bis 2032:
- 2018: 8. April
- 2019: 28. April
- 2020: 19. April
- 2021: 11. April
- 2022: 24. April
- 2023: 16. April
- 2024: 7. April
- 2025: 27. April
- 2026: 12. April
- 2027: 4. April
- 2028: 23. April
- 2029: 8. April
- 2030: 28. April
- 2031: 20. April
- 2032: 4. April